# Attenborough Strait
Die Attenborough Strait ist eine rund 60 km lange Meerenge westlich der westantarktischen Alexander-I.-Insel. In südost-nordwestlicher Ausrichtung führt sie zwischen der Charcot-Insel und der Latady-Insel von der offenen Bellingshausen-See zum vereisten Wilkins-Sund.
Das UK Antarctic Place-Names Committee benannte sie 2010 nach dem britischen Tierfilmer und Naturforscher David Attenborough (* 1926).